# Кристиан Банг Фос
Кристиан Банг Фос (на немски: Kristian Bang Foss) е датски преводач и писател на произведения в жанра социална драма.

## Биография и творчество
Кристиан Банг Фос е роден на 27 октомври 1977 г. в Копенхаген, Дания. Завършва гимназия през 1996 г. в Копенхаген. Започва да следва математика и физика в университета в Копенхаген, но прекъсва и следва в известната писателска школа, която завършва през 2003 г. След дипломирането си работи на различни временни места.
Първият му роман „Рибен прозорец“ е издаден през 2004 г. „За една риба долната страна на водната повърхност е огледало, което отразява дъното. С изключение на кръгла област над главата: Тук светлината се пречупва по такъв начин, че рибата може да вижда извън водата.“ Идеята на заглавието е, че хората по-голямата си част пренебрегват същественото или самите те са пренебрегвани, че те виждат света през своя рибен прозорец, че често дребни неща засенчват разговора, образа на човека и любовта. Критиката го оценява за езиковия му стил и точното описание на привидно обикновени ежедневни действия и занимания.
В романа му „Бурята през 99“ от 2008 г. сюжетът се развива в обикновена работна среда, която с черен хумор се превръща в епицентър на клевети, игри на властта и различни абсурдни събития.
През 2012 г. е издаден романът му „Смъртта кара Ауди“. Главният герой Асгер претърпява крах в личния и професионалния си живот, което го принуждава да стане асистент на нелечимо болния Валдемар живеещ в крайния квартал „Стентофте“ в Копенхаген. Но жаждата за за живот и високия дух на Валдемар, ги водят на пътешествие през Европа до Мароко с надеждата за изцеление при мистичен лечител, а след тях ги следва човек в черно ауди, което се превръща в надпревара със смъртта. Романът е трагикомична история за силата на приятелството и човешката воля. Романът става бестселър, номиниран е за литературна награда за роман на датското радио, получава наградата „Ите Борберг“ и наградата за литература на Европейския съюз за 2013 г.
През 2017 г. авторът получава наградата „Беатрис“ на Датската академия за творчеството му. Заедно с писането си преподава творческо писане.
Кристиан Банг Фос живее в Копенхаген.

## Произведения

### Самостоятелни романи
- Fiskens vindue (2004)[2]
- Stormen i 99 (2008)
- Døden kører Audi (2012)[1]
Смъртта кара Ауди, изд.: ИК „Прозорец“, София (2016), прев. Анюта Качева
- Frank vender hjem (2019)

### Разкази и новели
- Om Olsen (2012)[2]
- Kaptajn Haddocks ordbog – fra afholdsamøbe til åndsbolle (2019) – книга за деца[4]

### Преводи
Прави преводи на произведения на Нина Лике, Дейвид Ван, и др.

### Екранизации
- 2020 Vores mand i Amerika – съсценарист